# Mauldin
Mauldin é uma cidade localizada no estado norte-americano da Carolina do Sul, no Condado de Greenville.

## Demografia
Segundo o censo norte-americano de 2000, a sua população era de 15.224 habitantes.
Em 2006, foi estimada uma população de 19.806, um aumento de 4582 (30.1%).

## Geografia
De acordo com o United States Census Bureau tem uma área de 22,3 km², dos quais 22,3 km² cobertos por terra e 0,0 km² cobertos por água. Mauldin localiza-se a aproximadamente 285 m acima do nível do mar.

## Localidades na vizinhança
O diagrama seguinte representa as localidades num raio de 12 km ao redor de Mauldin.